# Boetepsalmen

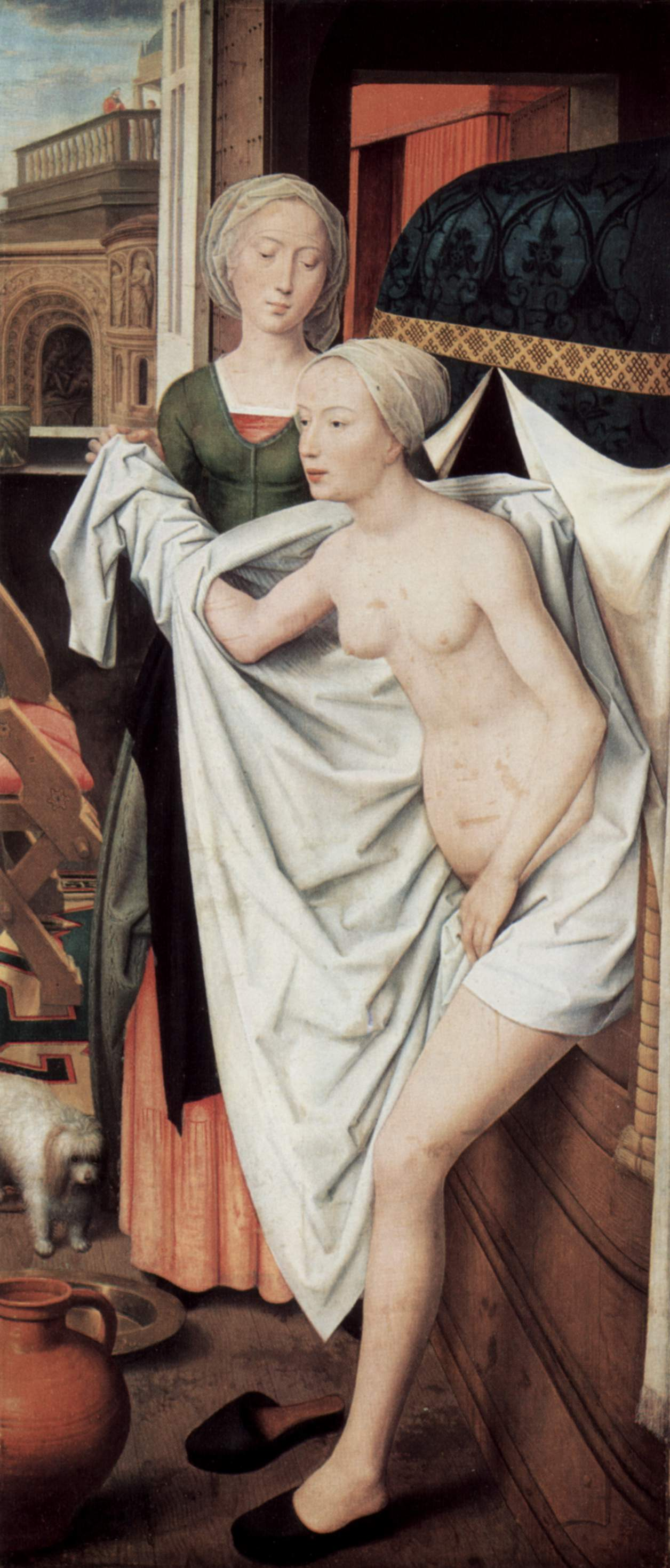
Hans Memling, Het bad van Bathseba

De boetepsalmen zijn een selectie van psalmen uit Psalmen in de Hebreeuwse Bijbel die een onderdeel vormden van de middeleeuwse getijdenboeken. Het gaat om de volgende psalmen: 6, 32, 38, 51, 102, 130, 143.

## Boete doen en de psalmen
De middeleeuwse theologie werd beheerst door de eeuwige straf die zondaars zouden oplopen en de erfzonde in het algemeen. Boete en boetedoening stonden hierdoor centraal in de religieuze praktijk. Slechts door het tonen van berouw en door middel van de biecht kon men de redding van zijn ziel bewerken.
Het dagelijks reciteren van de zeven boetepsalmen was een belangrijk middel om boete te doen.

## Ontwikkeling van de traditie
De traditie van het reciteren van de boetepsalmen wordt al vermeld in de periode van de hoogpatristiek (325 - 451). Possidius schrijft in de biografie van zijn vriend Augustinus (354-430) dat die enkele boetepsalmen liet overschrijven en aan zijn bed ophangen tijdens een ernstige ziekte. Ook Cassiodorus (460-580) vermeldde de boetepsalmen in zijn Expositio Psalmorum, hoewel hij geen lijst gaf van welke psalmen nu precies ‘boetepsalmen’ waren. 
De boetepsalmen werden gelezen bij de ziekenzalving en tijdens de stervensbegeleiding en de uitvaart. Men kon ze ook reciteren op bijzondere kerkelijke feestdagen zoals Aswoensdag. Men las de boetepsalmen uiteraard ook om zijn eigen zonden te bekennen en zijn berouw te tonen. Hoe belangrijk boete en berouw waren kan men afleiden uit het feit dat de boetepsalmen in nagenoeg elk getijdenboek waren opgenomen. 
Men nam aan dat koning David deze zeven psalmen had geschreven voor zijn eigen boetedoening waardoor ze werden opgenomen in het dagelijks koorgebed. Vanuit het brevier werden ze overgenomen naar het getijdenboek. In veel getijdenboeken werden de boetepsalmen ingeleid door een miniatuur van een tot God biddende David, maar vanaf het laatste kwart van de vijftiende eeuw werd het populair om de badende Batseba af te beelden. De badende Bathseba die door David was bespied, lag immers aan de basis van Davids schuld, namelijk de moord op haar echtgenoot, de soldaat Uria. In vroegere getijdenboeken werden de boetepsalmen dikwijls ingeleid met een miniatuur die het Laatste Oordeel voorstelde.

## Lijst

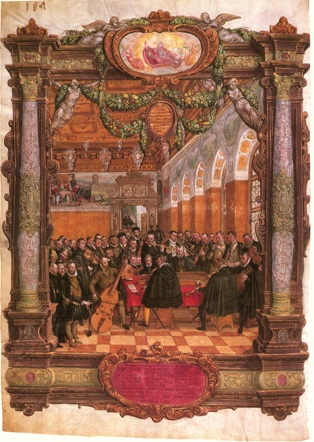
Hans Mielich, Orlando di Lasso als dirigent van het kamerorkest bij de uitvoering van zijn ‘Psalmi Davidis Poenitentiales’, Bayerische Staatsbibliothek, München, Mus.ms. A II

De lijst van de boetepsalmen (nummering vulgaat) met de vertaling uit de Leuvense Bijbel van 1548 vindt men hieronder:
- Psalm 6 - Domine ne in furore tuo - HEere en straft my niet in uwer verbolghentheyt, noch in uwer gramschappen en castijt my niet.
- Psalm 32 - Beati quorum remissae sunt iniquitates - SAlich sijn sij der welcker boosheden vergheuen sijn, ende der welcker sonden bedect sijn.
- Psalm 38 - Domine ne in furore tuo - HEere en straft my niet in uwer verbolghentheyt, noch in uwer gramscappen en berispt my niet
- Psalm 51 - Miserere mei Deus - ONtfermt v mijnder Godt, na v groote bermherticheyt. Ende nae die menichte van uwen bermherticheden, soe wischet aff mijn boosheyt
- Psalm 102 - Domine exaudi orationem meam et clamor meus ad te veniat - HEere verhoort mijn ghebedt, ende mijnen roep laet tot v comen
- Psalm 130 - De profundis clamavi - VVt die diepten heb ick gheroepen tot v Heere
- Psalm 143 - Domine exaudi orationem meam auribus percipe obsecrationem meam - HEere verhoort mijn gebedt, met uwen ooren soe vaet mijn claghelijck bidden inuwe waerheyt, verhoort my in v rechtuerdicheyt

## In de kunst
De boetepsalmen waren een geliefd onderwerp in de kunst. In de eerste plaats is er een ganse reeks van illustraties uit de middeleeuwse getijdenboeken, psalteria en breviaria die ofwel gebruikt werden om de sectie van de boetepsalmen in te leiden of elk van de boetepsalmen apart te illustreren. Maar ook in glasramen, paneelschildering en beeldhouwwerk werden de boetepsalmen frequent als onderwerp gebruikt. 

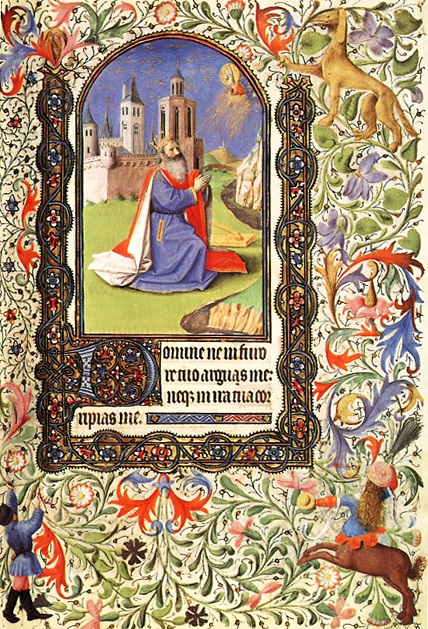
Getijdenboek van Namen - Psalm 6
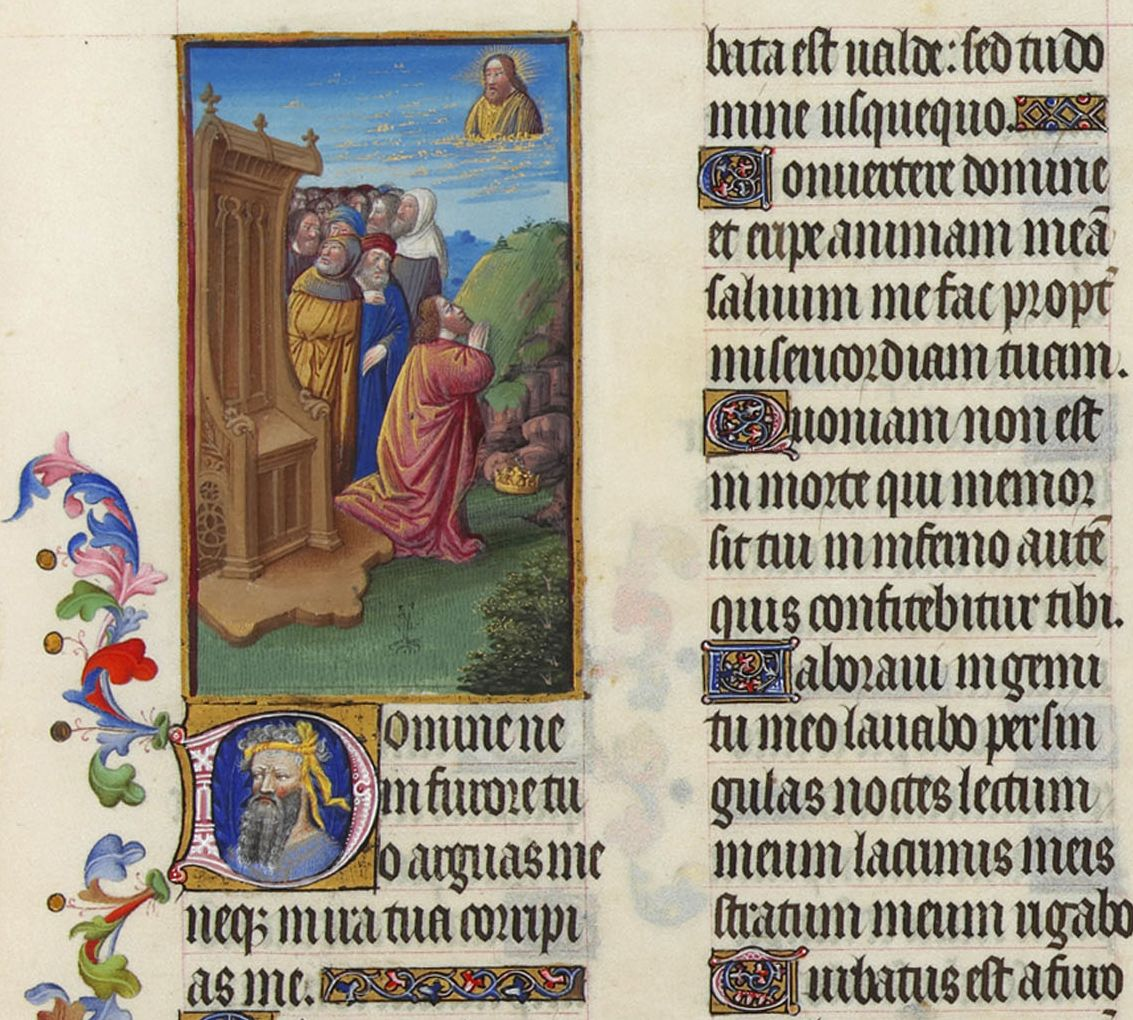
Très Riches Heures du Duc de Berry - Psalm 6
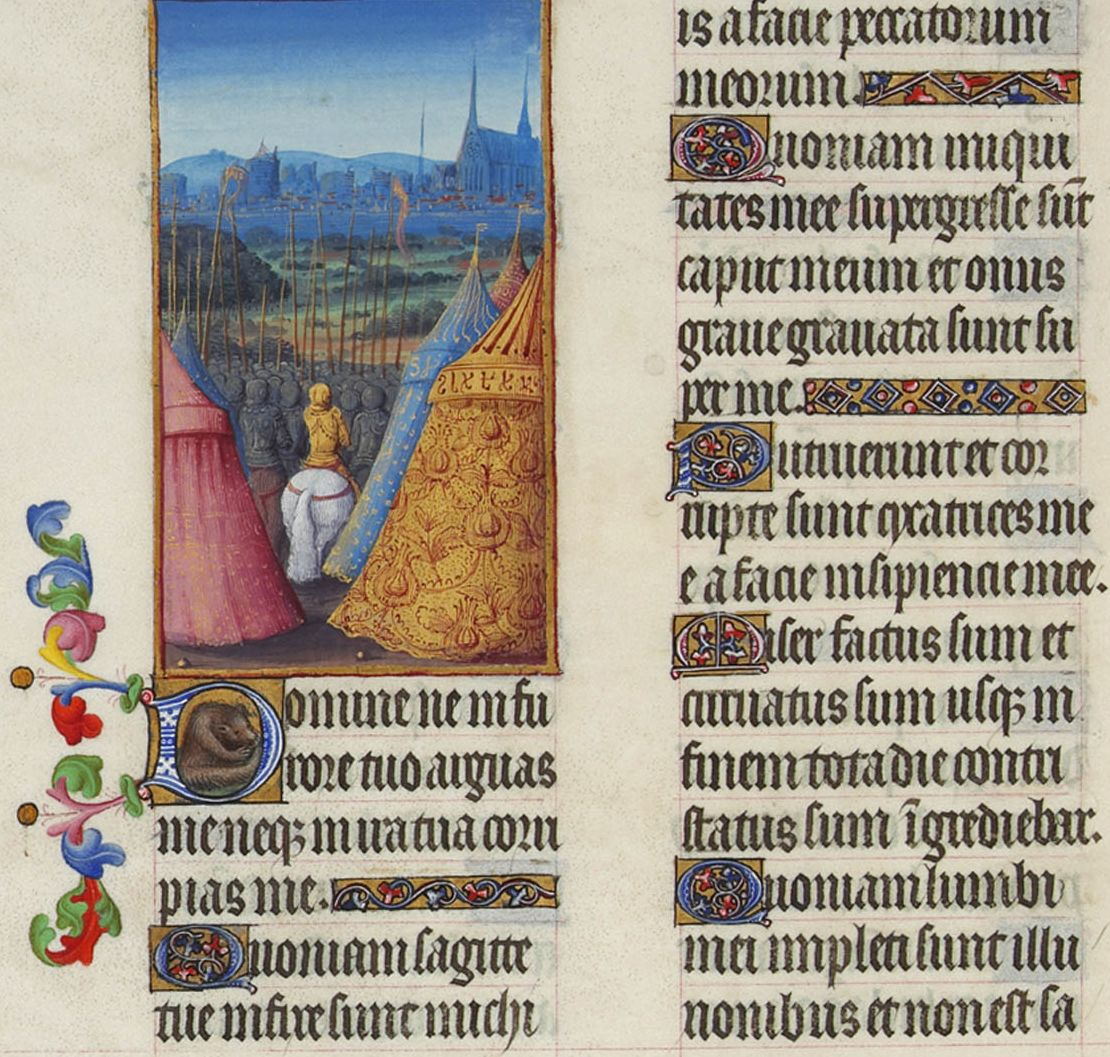
Très Riches Heures du Duc de Berry - Psalm 37 (nu: 38)
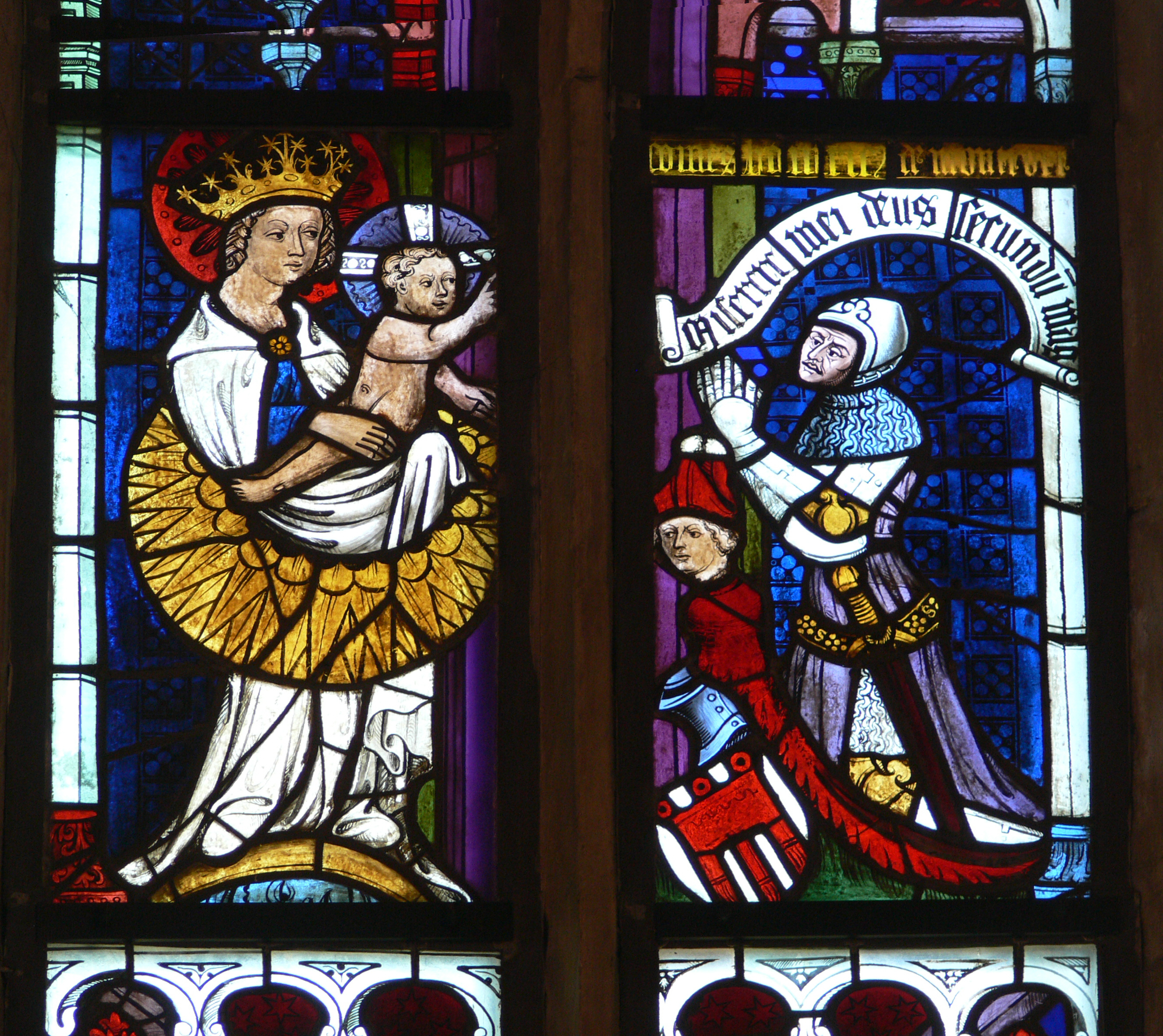
Glasraam; stichtervenster van de kerk van Eriskirch - Psalm 51 in banderol
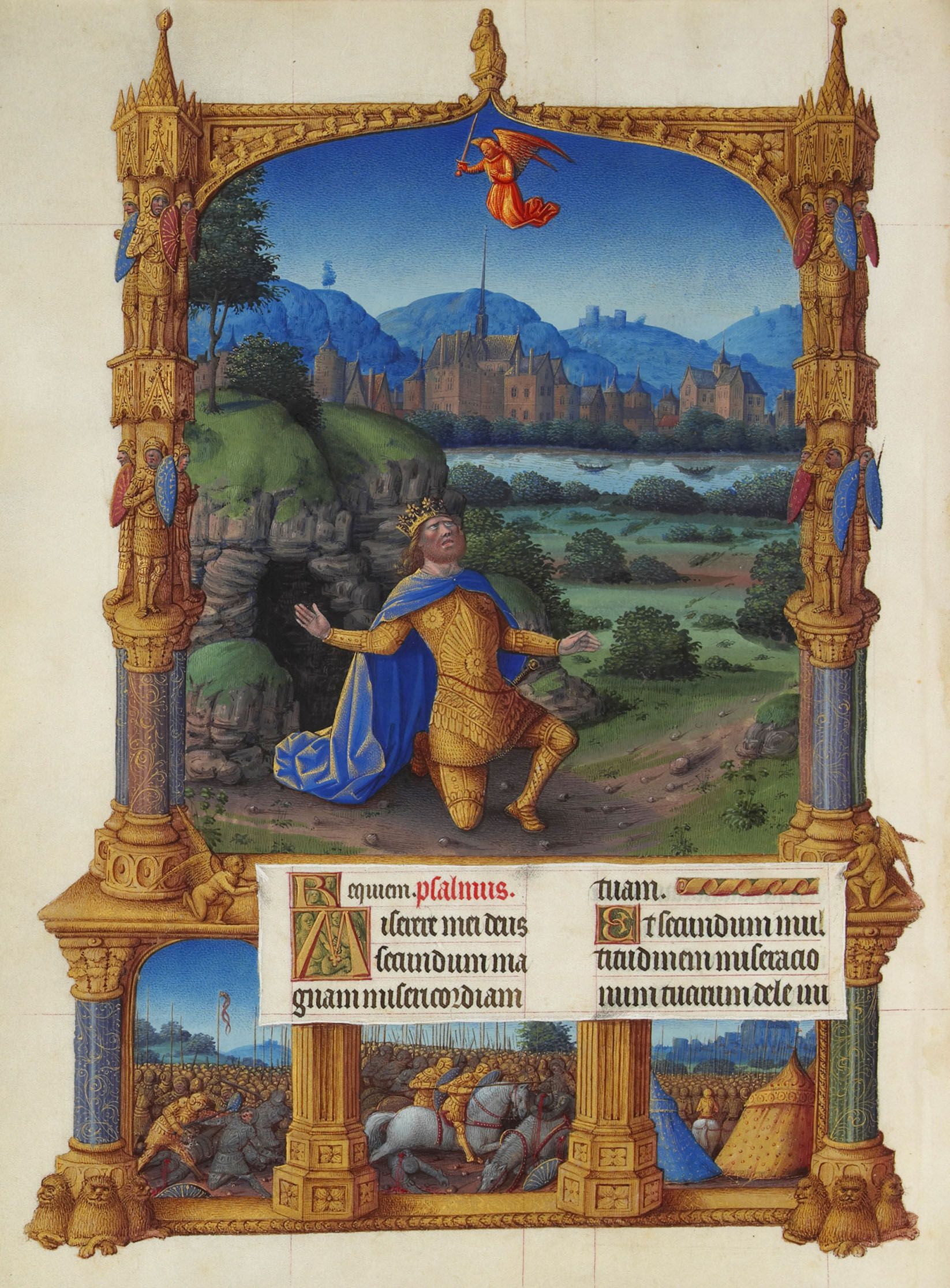
Très Riches Heures du Duc de Berry - Psalm 51
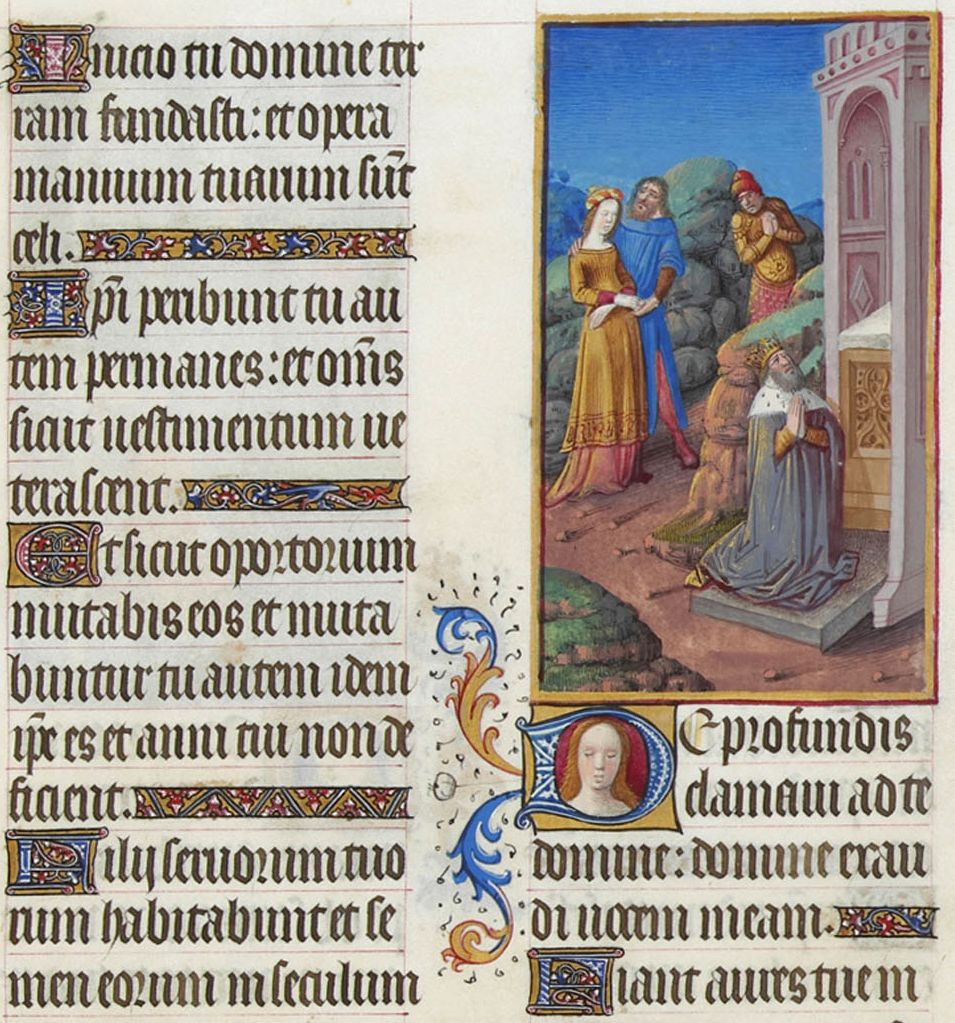
Très Riches Heures du Duc de Berry De Profundis - Psalm 130
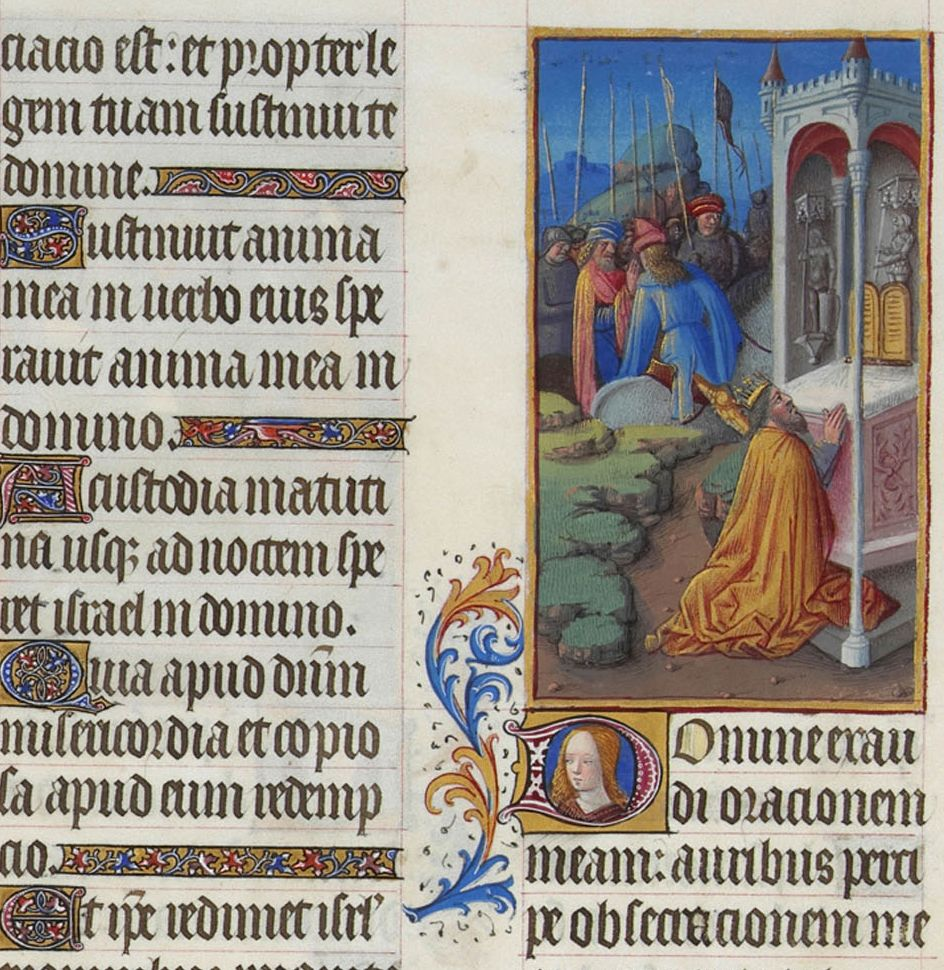
Très Riches Heures du Duc de Berry - Psalm 143

Ook in de muziek waren de boetepsalmen als onderwerp vrij populair. Een van de bekendste werken is van de hand van Orlando di Lasso namelijk zijn Psalmi Davidis Poenitentiales, die hij componeerde in opdracht van hertog Albrecht V van Beieren in 1565 - 1570. Een prachtig verlucht handschrift van dit werk bevindt zich in de Bayerische Staatsbibliothek in München (Mus.ms. A I en II). De tekst werd geschreven door Samuel Quickelberg en de verluchting is van de hand van de schilder en miniaturist Hans Mielich.